# Xkcd

xkcd - Protestataire wikipédien (le panneau indique « référence nécessaire », phrase utilisée sur Wikipédia pour demander une source concernant une information présente dans un article).

xkcd (ou XKCD) est une bande dessinée en ligne créée par Randall Munroe. L'auteur la définit comme « un webcomic qui parle de romance, de sarcasme, de maths et de langage ».
Les nouvelles bandes apparaissent habituellement les lundis, mercredis et vendredis à minuit (Heure de l'Est), et les  thèmes abordés varient grandement, des réflexions sur la vie, l'amour ou la politique, mais aussi de très nombreuses références scientifiques poussées (dans les domaines des mathématiques, de la physique et de l'informatique).
On trouve aussi dans xkcd beaucoup de références à la culture populaire et à la culture « geek ».
Le style de dessin est remarquablement simple, avec des personnages en bâtonnets (stickfigure en anglais) et décors très simples, voire absents. Cependant, certaines planches présentent des paysages caractéristiques, des patrons mathématiques complexes (comme des fractales) et des imitations du style d'autres auteurs.
La bande est disponible sous licence Creative Commons Attribution-NonCommercial 2.5, une licence de libre diffusion (mais non-libre) autorisant la distribution des dessins, à condition de citer l'auteur et de ne pas générer de profit de la distribution. 
Cette licence permet la réalisation de traductions non officielles par des internautes, en espagnol, en russe, en français, etc.
Depuis 2012, le même auteur réalise une seconde branche de sa webcomic, What if?, où il répond de manière rigoureuse à des questions scientifiques absurdes posées par les internautes.

## Nom
Selon Munroe, le nom de la BD s'écrit intégralement en caractères minuscules d'imprimerie (xkcd), bien que l'usage des lettres capitales (XKCD) soit d'après lui une « alternative acceptée ».
Le nom xkcd n'est pas un acronyme et n'a pas de signification particulière : Munroe prétend qu'il cherchait une combinaison de lettres qui n'ait pas de sens, qui soit impossible à prononcer, et qui ne semble pas être un acronyme. Il aborde cette question de manière humoristique dans certaines planches.
Cependant, certaines personnes ont cherché des explications potentielles au nom xkcd, par exemple, le webcomic The Short Mind affirme que l'addition des valeurs numériques des lettres x, k, c et d donnant 42, le nom xkcd serait une référence à la réponse à La Grande Question sur la vie, l'univers et le reste, de Douglas Adams, un élément de la « culture geek ».

## Histoire

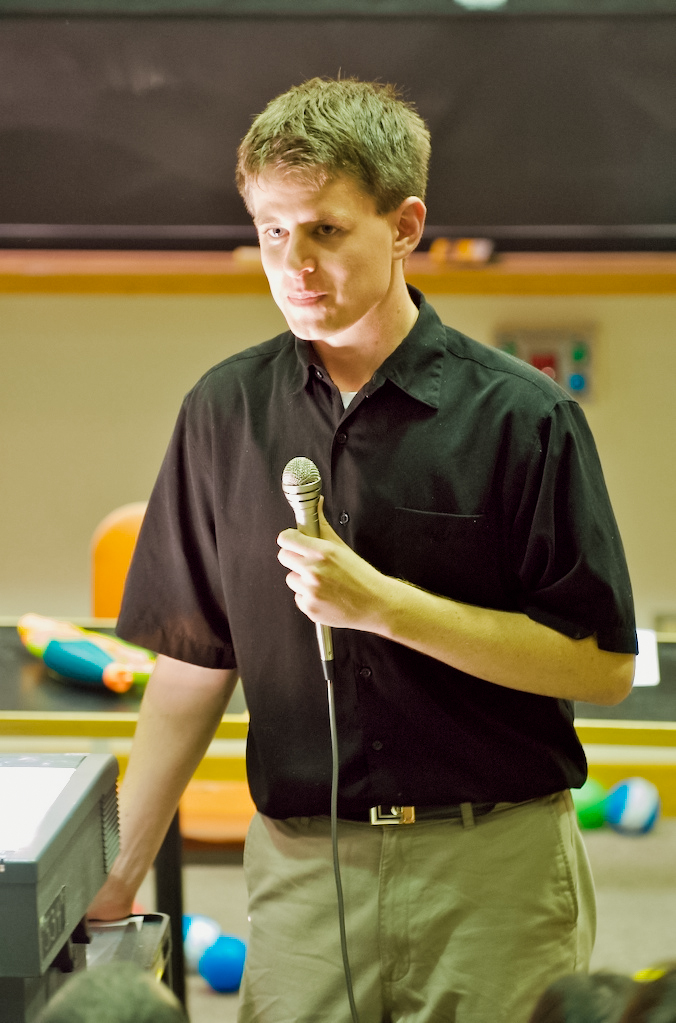
Randall Munroe, le créateur dxkcd.

La publication a commencé en 2005, quand Munroe a décidé de scanner les dessins qu'il avait faits dans ses cahiers scolaires et les rendre consultables sur son site.
Finalement, la BD a été déplacée sur un site web autonome, xkcd.com, quand Munroe a commencé à vendre des T-shirts basés sur les dessins. 
Aujourd'hui, il travaille à temps plein sur xkcd.
En mai 2007, xkcd a attiré l'attention en représentant de façon géographique les communautés en ligne.
Des sites divers étaient dessinés en continents, leur taille étant relative à leur popularité, et leur coordonnées dépendant de leurs sujets généraux. Cette publication a introduit xkcd à la seconde place du classement « The new hotness » du journal The post standard.
Le 23 septembre 2007, des centaines de personnes se sont rassemblées au parc Révérend Thomas J. Williams dans le nord de Cambridge dans le Massachusetts car les coordonnées de ce parc avaient été mentionnées dans une bande, racontant l'histoire d'un homme qui avait rendez-vous le 23 septembre aux coordonnées 42,395 61° N 71,130 51° W. La bande se concluait par « Vouloir quelque chose n'en fait pas nécessairement une réalité ». La date figurant sur la planche étant ultérieure à celle de la publication, ces personnes avaient interprété ce texte comme un rendez-vous. L'auteur d'xkcd s'est effectivement rendu au rassemblement, en affirmant qu'en fait, vouloir quelque chose peut la rendre réelle.
En octobre 2008, le magazine The New Yorker a mis en ligne une interview et un « Cartoon-Off » entre Randall Munroe et Farley Katz. 
Pour le Cartoon-Off, Katz et Munroe ont dessiné L'internet, envisagé par les personnes âgées, La théorie des cordes, 1999, et Votre animal préféré en train de manger votre nourriture préférée.

### Time
Le 25 mars 2013, la planche 1190 intitulée Time (« temps » en anglais) a diffusé de façon régulière une séquence de 3 099 images publiées en 123 jours, jusqu'au 26 juillet 2013. La séquence en entier forme un genre de vidéo au ralenti. Elle a reçu le Prix Hugo de la meilleure histoire graphique en 2014.

## Thèmes récurrents
Bien que le comic ne suive pas de scénario spécifique, il existe quelques thèmes et personnages récurrents.

### Thèmes
Beaucoup des strips sont des blagues concernant les mathématiques ou l'informatique. Ces blagues englobant un large choix de sujets demandent souvent une bonne connaissance du sujet pour comprendre l’intérêt de la blague.
L'amour et la romance sont d'autres sujets souvent évoqués dans xkcd, à travers beaucoup de strips ne prétendant pas être drôles.
L'inspiration de Munroe vient de tous les horizons, mais il affirme surtout avoir été marqué par Calvin et Hobbes et les images de Kurt Halsey.
Un certain nombre de strips commencent aussi par « My hobby » (« mon passe-temps »), dans lesquels le personnage narrateur décrit un comportement humoristique ou insolite, souvent en rapport avec des jeux de langage.
Les références à Wikipédia ou aux articles de Wikipédia sont relativement fréquentes sur xkcd. On retrouve aussi de fréquentes références à l’obsession que porte Munroe à une potentielle attaque par des vélociraptors, et aux blagues Ta mère….
Chaque bande dessinée présente également une info-bulle, spécifié à l'aide de l'attribut title en HTML. Le texte contient habituellement une conclusion, une remarque de Munroe ou une anecdote liée à la bande dessinée de ce jour.

### Personnages
Bien que Munroe ne semble pas recourir à une liste officielle des personnages, on peut cependant constater la récurrence de certains personnages reconnaissables à leurs vêtements (par exemple des chapeaux) ou leur caractère.
- Un homme qui ressemble en tout point aux autres personnages, excepté l'ajout d'un chapeau noir. Ce chapeau est une référence à Aram du webcomic Men in Hat[24] et non pas aux hackers de type black hats comme souvent supposé[25],[26]. Ce personnage est apparu pour la première fois dans Poisson, la douzième planche publiée sur le site[27]. Il se définit lui-même comme un « classhole », mot-valise anglais entre classy (classe) et « asshole » (trou du cul, connard)[28]. Il ne se gêne pas pour pointer du doigt les échecs des autres, et a parfois recours à une violence extrême pour démontrer ses idées[29],[30] C'est l'un des personnages qu'on retrouve le plus fréquemment dans la bande dessinée, mais il n'a toujours pas de nom officiel. Le tooltip de la planche 493 le surnomme hat guy (littéralement: « le mec au chapeau »)[31]
- Le personnage féminin le plus récurrent est Megan, qui apparaît dans différentes planches. Son nom est apparu pour la première fois dans Boombox[32], puis encore quelquefois après[33]. On la reconnaît à sa coiffure, des cheveux noirs coupés court. Munroe entretient une certaine ambiguïté avec ce personnage, qu'on pourrait croire inspiré par des faits réels de sa vie.
- Un « Garçon dans un tonneau » apparaît dans 5 planches publiées au tout début d'xkcd. Contrairement aux autres personnages, ce n'est pas un bonhomme allumette car Munroe avait dessiné ses aventures quand il était à l'école, bien avant même d'avoir imaginé xkcd. Durant les 5 planches, on le voit dériver sur une très vaste étendue d'eau, dans un tonneau. Il apparaît dans les planches #1, #11, #22, #25, et #31.
- Deux autres personnages récurrents sont « le nihiliste », et l'« existentialiste au béret », qui apparaissent presque toujours ensemble. Ces personnages ont fait leur première apparition dans Nihilism[34].
- Des personnages réels connus dans le monde de l'informatique et la science font quelques apparitions, comme les défenseurs du logiciel libre Richard M. Stallman[35],[36] et Cory Doctorow[37],[38], ou encore le physicien Richard Feynman[39],[40]
- Calvin et Hobbes font une apparition dans le comic Electric Skateboard[41]. Cette apparition s'explique par le culte que Randall Munroe voue à la bande dessinée de Bill Watterson.

## Publications
Le rythme habituel des publications est de trois par semaine, le lundi, mercredi et vendredi.
Il arrive pourtant que l'auteur accélère la production, pour proposer une planche par jour de la semaine, notamment lors de la Parody Week, des séries Choices, 1337, Secretary et Race, ainsi que lors de la Guest Comic Week.
Au 17 novembre 2020, 2 386 planches étaient publiées sur le site xkcd.

### BD et livre
En septembre 2009, Munroe sort son premier livre, nommé xkcd: volume 0, contenant une sélection de strips déjà publiés sur le site web. Le livre est publié par l'éditeur Breadpig, sous la licence Creative Commons, CC BY-NC 3.0. L'éditeur s'engage par ailleurs à donner une partie des profits à l'association Room to Read, qui promeut la lecture et l'éducation dans le tiers monde. En 6 mois, le livre s'est vendu à plus de 25 000 exemplaires.
En octobre 2012, xkcd: volume 0 est inclus dans le Humble Bundle eBook Bundle, pour ceux qui donnait plus que la moyenne pour les autres ebooks. Le livre était ainsi distribué sans DRM et sous la forme de deux PDF de différentes qualités.
Le 12 mars 2014, Munroe annonce la sortie de son livre What If?: Serious Scientific Answers to Absurd Hypothetical Questions pour le 2 septembre 2014. Ce livre contient une sélection des questions répondus sur son projet What If? ainsi que des questions inédites. Le livre est publié par différents éditeurs à travers le monde.

## Activités inspirées par xkcd

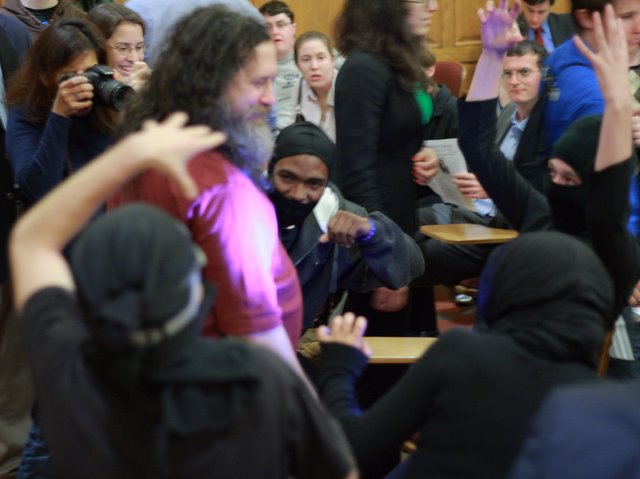
Richard Stallman attaqué par des ninjas, inspiré du comic Open Source.

- Après la publication d'Open Source[46] dans lequel Richard Stallman était attaqué la nuit par des ninjas, ce dernier a reçu un katana envoyé par deux fans d'xkcd[47]. Peu après, à une conférence contre les DRM, d'autres individus inspirés par xkcd se sont déguisés en ninjas et ont fait mine de l'agresser[48],[49].
- Quand Cory Doctorow a reçu l'EEF Pioner Award, la présentatrice lui a remis une cape rouge, des lunettes de natation, et un ballon gonflé à l'hélium[50], en référence à Blagofaire[51]
- Un certain nombre de lecteurs d'xkcd ont joué aux échecs sur des montagnes russes, et ont envoyé la photo souvenir à Randall Munroe, en référence à Chess Photo[52],[53].
- Après la publication d'une idée de site web qui n'existerait pas encore[54], Randall a collecté des photographies d'autres lecteurs nus sous la douche en train de jouer de la guitare[55].
- D'autres lecteurs ont créé un groupe de geohashing sur le wiki d'xkcd, en référence à Geohashing[56]: grâce à un algorithme de Randall Munroe, ils obtiennent une destination relativement proche de leur position, en fournissant comme paramètres une date, et leur position[57].
- Dans Python 3.0, le code import antigravity est un easter egg inspiré par le strip Python[58], qui ouvre dans un navigateur Web la page du comic sur xkcd.
- Dans la bibliothèque Matplotlib, l'utilisation de la méthode plt.xkcd permet de donner au graphique que l'on est en train de tracer le style graphique du comic[59].
- La version 23.1 du logiciel GNU Emacs a introduit l'easter egg M-x butterfly, en référence à Real Programmers[60],[61],[62]
- L'opérateur RepRap Allan Ecker s'est inspiré de la planche Infrastructures[63] pour créer un minuscule violon open source[64].
- Deux fans, Lewis Hulbert et Jordan Zhu, ont donné le nom (4942) Munroe à un astéroïde en l'honneur de l'auteur.

## Accueil
Dans un article paru en 2018, le site Polygon liste xkcd parmi les « webcomics les plus influents de tous les temps ». Le critique évoque l'association entre la visualisation de données (via des tableaux, graphiques, etc.), des sujets originaux et un sens de l'humour vif mais bienveillant, pour expliquer le succès du webcomic en dépit de ses graphismes peu élaborés.

## Prix et récompenses
- xkcd a été désigné au Web Cartoonists' Choice Awards en 2008 dans les catégories : « Comic exceptionnellement simplifié » et « Comic exceptionnellement comique ». Dans ce même palmarès, il a remporté la récompense du « Comic exceptionnel en une seule page[66] ».
- Les Weblog award de 2007 et 2008 ont choisi xkcd comme « meilleure bande dessinée[67],[68] ».
- En 2011, Randall Munroe a été nommé pour le prix Best Fan Artist du Prix Hugo[69].